# Shaoxing Keqiao Yuejia Zuqiu Julebu
Lo Shaoxing Keqiao Yuejia Zuqiu Julebu (绍兴柯桥越甲足球俱乐部S, Shàoxīng Kēqiáo Yuèjiǎ Zúqiú JùlèbùP), precedentemente noto come Zhejiang Yiteng e tradotto a volte come Shaoxing Keqiao Yuejia Football Club, era una società calcistica cinese con sede a Shaoxing. La squadra giocava le sue partite allo Shaoxing Sports Center ed è diventata la prima squadra nella storia del calcio cinese a cadere dalla massima serie fino alla quarta. Infine sciogliendosi. 
La società fu fondata nel 1988 con il nome di Dalian Tielu Zuqiu Dui.

## Denominazione
- Dal 1988 al 1993: Dalian Tielu Zuqiu Dui (大连铁路足球队S; Dalian Tielu Football Team)
- Nel 1994: Dalian Tielu Fenju Lichuang Zuqiu Dui (大连铁路分局利创足球队S; Dalian Lichuang Football Club)
- Nel 1995: Dalian Tielu Yiteng Zuqiu Dui (大连铁路毅腾足球队S; Dalian Tielu Yiteng Football Club)
- Nel 1996: Dalian Yiteng Liantie Zuqiu Julebu (大连毅腾连铁足球俱乐部S; Dalian Yiteng Liantie Football Club)
- Nel 1997: Anshan Yiteng Liantie Dui (鞍山毅腾连铁队S; Anshan Yiteng Liantie Football Club)
- Nel 1998: Dalian Yiteng Liantie Zuqiu Julebu (大连毅腾连铁足球俱乐部S; Dalian Yiteng Liantie Football Club)
- Dal 2000 al 2013: Dalian Yiteng Zuqiu Julebu (大连毅腾足球俱乐部S; Dalian Yiteng Football Club)
- Dal 2014 al 2015: Ha'erbin Yiteng Zuqiu Julebu (哈尔滨毅腾足球俱乐部S; Harbin Yiteng Football Club)
- Dal 2016 al 2020: Zhejiang Yiteng Zuqiu Julebu (浙江毅腾足球俱乐部S; Zhejiang Yiteng Football Club)
- Nel 2021: Shaoxing Keqiao Yuejia Zuqiu Julebu (绍兴柯桥越甲足球俱乐部S; Shaoxing Keqiao Yuejia Football Club)

## Palmarès

### Competizioni nazionali
- China League Two: 1

2011

### Altri piazzamenti
- China League One:

Secondo posto: 2013
- China League Two:

Secondo posto: 2006
Terzo posto: 1994, 1997, 1999